# Saint-Menge
Saint-Menge ist eine französische Gemeinde mit 117 Einwohnern (Stand 1. Januar 2022) im Département Vosges in der Region Grand Est. Sie gehört zum Arrondissement Neufchâteau und zum Gemeindeverband Ouest Vosgien.

## Geografie
Die Gemeinde Saint-Menge liegt im Südwestzipfel der Landschaft Xaintois, etwa 40 Kilometer nordwestlich von Épinal und etwa 15 Kilometer nördlich von Vittel. Durch die Gemeinde fließt die Vraine im Einzugsgebiet der Maas.
Die Landschaft um Saint-Menge ist hügelig und durch Getreidefelder geprägt. Im Südwesten hat die Gemeinde einen etwa 50 Hektar umfassenden Anteil an einem großen Waldgebiet (Bois de la Côte, Bois de la Couronne). In diesem Wald liegt mit dem 406 m hohen Haut du Bleumont der höchste Punkt im Gemeindegebiet.
Nachbargemeinden von Saint-Menge sind Ménil-en-Xaintois im Nordosten, Gemmelaincourt im Südosten, Belmont-sur-Vair und Dombrot-sur-Vair im Südwesten sowie Gironcourt-sur-Vraine im Westen und Nordwesten.

## Geschichte
Der Name des Dorfes Saint-Menge tauchte erstmals im 12. Jahrhundert als Sanctus Memmius auf. 
Im Ancien Régime gehörte das Dorf zur Vogtei Mirecourt.
Benannt ist das Dorf, die Pfarrei und die Kirche nach der heiligen christlichen Märtyrerin Menne (Sainte-Menne), die eine der ersten Christen der Diözese Toul war und die am 3. Oktober 362 verstarb. 
Die Pfarrei Saint-Menge stand unter der Schirmherrschaft des Kapitels von Remiremont, das zwei Drittel des Zehnten bekam. Bis 1728 gehörte auch die Nachbargemeinde Gemmelaincourt zur Pfarrei Saint-Menge in der Diözese Toul und dem Dekanat Poussay. Das erste Rathaus- und Schulgebäude wurde 1793 errichtet.
Ab 1829 wurde unter Baron Marc-Antoine Puton mit der Gewinnung von Braunkohle begonnen, die jedoch wegen ihres Schwefelgehaltes zur Selbstentzündung neigte und in geringer Mächtigkeit vorlag. Anfänglich in Saint-Menge selbst, verlagerten sich die Hauptabbaugebiete später nach Gemmelaincourt, da dort günstigere Kohlenschichten gefunden wurden. Der Kohleabbau in Saint-Menge wurde wieder ab 1916 während des Ersten Weltkriegs aufgenommen und endete schließlich 1922, mit einer Reaktivierung während des Zweiten Weltkriegs.

### Bevölkerungsentwicklung
| Jahr      | 1962 | 1968 | 1975 | 1982 | 1990 | 1999 | 2011 | 2022 |
| Einwohner | 110  | 131  | 134  | 127  | 118  | 116  | 129  | 117  |

Im Jahr 1836 wurde mit 425 Bewohnern die bisher höchste Einwohnerzahl ermittelt. Die Zahlen basieren auf den Daten von cassini.ehess und INSEE.

## Sehenswürdigkeiten

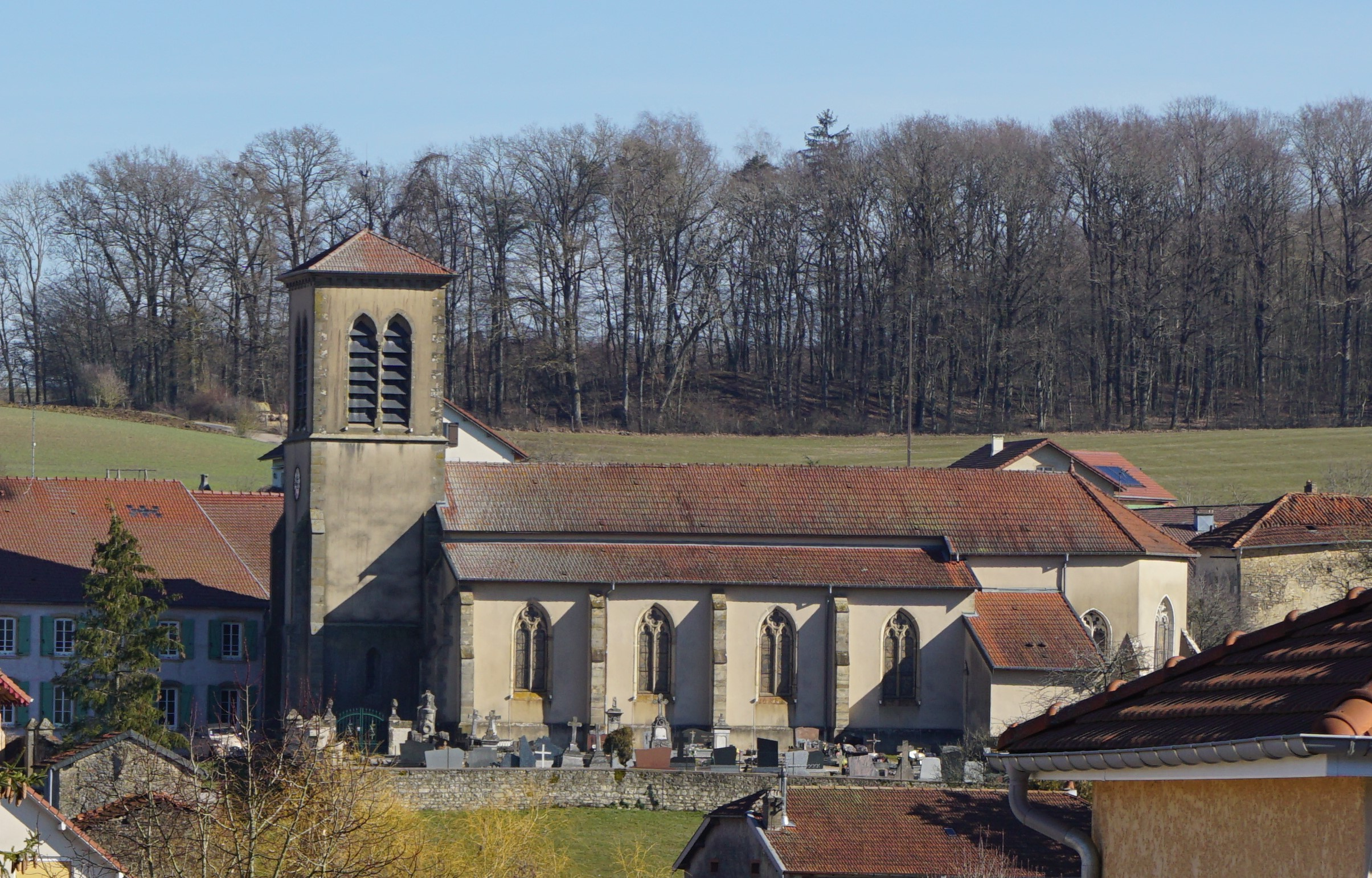
Kirche Sainte-Menne

- Kirche Sainte-Menne aus dem 14. Jahrhundert, seit 1926 als Monument historique eingestuft.[5]
- zwei Flurkreuze

## Wirtschaft und Infrastruktur
Die Landwirtschaft spielt in Saint-Menge und Umgebung nach wie vor eine wichtige Rolle. In der Gemeinde sind vier Landwirtschaftsbetriebe ansässig (Milchwirtschaft, Zucht von Pferden, Rindern, Schafen und Ziegen). Einige Einwohner sind Pendler in das Gewerbegebiet von Gironcourt-sur-Vraine.
Drei Kilometer nördlich bestehen Anschlüsse an die teilweise zweistreifig ausgebaute Schnellstraße D 166 von Épinal über Mirecourt nach Neufchâteau. Neun Kilometer westlich von Saint-Menge verläuft die Autoroute A31.

## Belege
1. ↑  Saint-Menge auf vosges-archives.com. (pdf) Archiviert vom Original (nicht mehr online verfügbar) am 1. Juni 2016; abgerufen am 1. Juni 2016 (französisch).  Info: Der Archivlink wurde automatisch eingesetzt und noch nicht geprüft. Bitte prüfe Original- und Archivlink gemäß Anleitung und entferne dann diesen Hinweis.
2. ↑  Saint Menge: Verborgene Quelle des Reichtums. Abgerufen am 18. Juli 2025.
3. ↑  Saint-Menge auf cassini.ehess
4. ↑  Saint-Menge auf INSEE
5. ↑  Église Ste-Menne in der Base Mérimée des französischen Kulturministeriums (französisch)
6. ↑  Landwirtschaftsbetriebe auf annuaire-mairie.fr (französisch)